# ヘンリエッテ・カタリーナ・ファン・ナッサウ

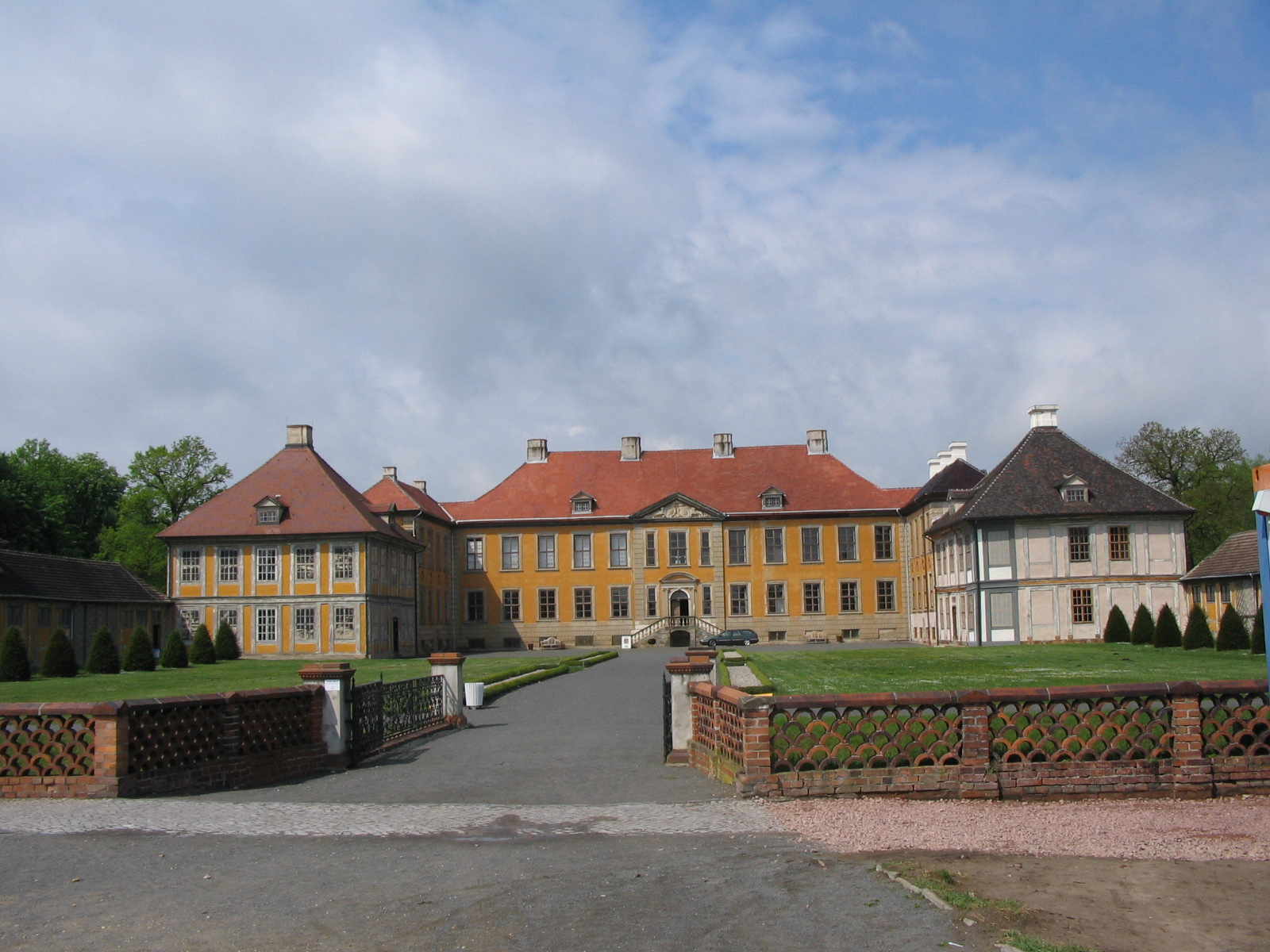
オラニエンバウム城

ヘンリエッテ・カタリーナ・ファン・オラニエ＝ナッサウ（Henriëtte Catharina van Oranje-Nassau, 1637年1月31日 - 1708年11月4日）は、オラニエ公フレデリック・ヘンドリックの娘で、アンハルト＝デッサウ侯ヨハン・ゲオルク2世の妻。

## 生涯
ホラント州総督を務めるフレデリック・ヘンドリックとその妻のゾルムス＝ブラウンフェルス伯爵夫人アマーリエとの間の六女として生まれた。両親にとっては実質的に3番目の娘である。1642年に幼くしてオストフリースラント伯エンノ・ルートヴィヒの許嫁となった。しかし後に成長したヘンリエッテ・カタリーナがエンノ・ルートヴィヒとの結婚に頑として応じなかったため、婚約は破談とされた。
その後、長姉のルイーゼ・ヘンリエッテがブランデンブルク選帝侯フリードリヒ・ヴィルヘルム（大選帝侯）に嫁いでいた関係で、大選帝侯の同盟者であるアンハルト＝デッサウ侯ヨハン・ゲオルク2世との縁談が舞い込んだ。ヘンリエッテ・カタリーナは1659年7月9日にフローニンゲンにおいて、ヨハン・ゲオルク2世と結婚した。この結婚は、その後長く続いていくブランデンブルク＝プロイセンの統治者ホーエンツォレルン家とアンハルト＝デッサウ侯爵家との強固な同盟関係の礎となった。
裕福な先進国ネーデルラント出身の侯爵夫人ヘンリエッテ・カタリーナは、比較的貧しく立ち遅れた領邦であるアンハルト＝デッサウ侯領の建築事業や開発事業に貢献した。彼女は1660年にニシュヴィッツ（Nischwitz）という村を買い取り、この村は1673年に侯爵夫人の出身家門にちなんでオラニエンバウムと改称された。1683年以後、ヘンリエッテ・カタリーナはこの村に都城、公園、そして彼女自身の住まいオラニエンバウム城（Schloss Oranienbaum）を建設し、夫と死別した後はオラニエンバウム宮殿に隠遁した。

## 子女
- アマーリエ・ルドヴィカ（1660年）
- ヘンリエッテ・アマーリエ（1662年）
- フリードリヒ・カジミール（1663年 - 1665年）
- エリーザベト・アルベルティーネ（1665年 - 1705年） - 1686年、ザクセン＝ヴァイセンフェルス＝バルビ公ハインリヒと結婚
- ヘンリエッテ・アマーリエ（1666年 - 1726年） - 1683年、ナッサウ＝ディーツ侯ヘンドリック・カシミール2世と結婚
- ルイーゼ・ゾフィー（1667年 - 1678年）
- マリー・エレオノーレ（1671年 - 1756年） - 1687年、イェジ・ユゼフ・ラジヴィウ侯（Jerzy Józef Radziwiłł、ポーランド王ヤン3世の甥）と結婚
- ヘンリエッテ・アグネス（1674年 - 1729年）
- レオポルト1世（1676年 - 1747年） - アンハルト＝デッサウ侯
- ヨハンナ・シャルロッテ（1682年 - 1750年） - 1699年、ブランデンブルク＝シュヴェート辺境伯フィリップ・ヴィルヘルムと結婚